# 萨尔尼科
萨尔尼科（義大利語：Sarnico），是意大利贝加莫省的一个市镇。总面积6.44平方公里，人口6540人，人口密度1015.5人/平方公里（2009年）。国家统计（ISTAT）代码为016193。